# Joshua (film 2007)
Joshua – amerykański thriller z 2007 roku. Pokazywany był na Festiwalu Sundance.

## Główne role
- Sam Rockwell – Brad Cairn
- Vera Farmiga – Abby Cairn
- Celia Weston – Hazel Cairn
- Dallas Roberts – Ned Davidoff
- Michael McKean – Chester Jenkins
- Jacob Kogan – Joshua Cairn
- Nancy Giles – Betsy Polsheck